# Гинзбург, Владимир Феликсович
Владимир Феликсович Гинзбург (род. 12 августа 1939, Кременчуг) — советский и российский театральный актёр, режиссёр, народный артист РСФСР.

## Биография
Владимир Феликсович Гинзбург родился 12 августа 1939 года в Кременчуге. После школы год проработал в Ашхабадском русском республиканском театре имени Пушкина во вспомогательном составе. С 1957 года начал выступать как артист вспомогательного состава в Пермском театре драмы, одновременно учился в театральной студии. В 1963 году окончил студию при театре.
В 1963—1967 годах играл в Приморском драматическом театре имени Горького во Владивостоке.
В 1967 году вернулся в Пермь, актёр и режиссёр Пермского театра драмы. Как режиссёр поставил в театре более 20 спектаклей.
В 2001—2006 годах был председателем Пермского отделения Союза театральных деятелей РФ.

## Награды и премии
- Заслуженный артист РСФСР (8.01.1975)[2].
- Народный артист РСФСР (19.04.1988).
- Почётная грамота Пермской области за большой личный вклад в развитие театрального искусства Прикамья (1999).
- Премия Пермского области в сфере искусства и культуры за исполнение роли Генри Честерфильда в спектакле «Когда лошадь теряет сознание» Ф. Саган (2001).
- Диплом IX Пермского краевого театрального фестиваля «Волшебная кулиса» (2007).
- Диплом «За честь и достоинство в профессии» Пермского отделения СТД РФ (2011).
- Благодарность председателя Законодательного собрания Пермского края (2017).

## Работы в театре

### Актёр
- «Адъютантша его императорского величества» Иржи Губача — Наполеон
- «Амфитрион» Гильерме Фигейредо — Амфитрион
- «Анна Каренина» Льва Толстого — князь Щербацкий
- «Бесприданница» Александра Островского — Вожеватов и Кнуров
- «Варвары» Максима Горького — Цыганов
- «Великий государь» Владимира Соловьева — Иван Грозный
- «Виндзорские насмешницы» Уильяма Шекспира — Фальстаф
- «Вишнёвый сад» Антона Чехова — Гаев
- «Владимирская площадь» Федора Достоевскиого — Смит
- «Волки и овцы» Александра Островского — Беркутов
- «Враги» Максима Горького — Бардин
- «Вызов богам» Анатолия Делендика — Борис
- «Гамлет» Уильяма Шекспира — Полоний
- «Дульсинея Тобосская» Александра Володина — Санчо Панса
- «Дурочка» Лопе де Вега — Лоуренсио
- «Дядя Ваня» Антона Чехова — Войницкий
- «Испанский священник» Джона Флетчера — Лопес
- «Коварство и любовь» Фридриха Шиллера — президент
- «Когда лошадь теряет сознание» Франсуазы Саган — Генри Джеймс
- «Комедия ошибок» Уильяма Шекспира — Антифол
- «Король Лир» Уильяма Шекспира — шут
- «Лекарь поневоле» Жана-Батиста Мольера — Жеронт
- «Мадридская сталь» Лопе де Вега — Флореньсио
- «Мещане» Максима Горького — Пётр
- «Мой бедный Марат» Алексея Арбузова — Марат
- «Молодость Людовика XIV» Александра Дюма — Мазарини
- «Мэр района Санита» Эдуардо де Филиппо — Рафилуччо
- «Невольницы» Александра Островского — Стыров
- «Отелло» Уильяма Шекспира — Кассио
- «Поднятая целина» Михаила Шолохова — Половцев
- «Продавец дождя» Ричарда Нэша — Старбак
- «Свадьба Кречинского» Александра Сухово-Кобылина — Кречинский
- «Сирано де Бержерак» Эдмонда Ростана — Бержерак
- «Собака на сене» Лопе де Вега — Теодоро
- «Собачье сердце» Михаила Булгакова — Преображенский
- «Сон в летнюю ночь» Уильяма Шекспира — актёр
- «Старшая сестра» Александра Володина — Кирилл
- «Танго» Славомира Мрожека — Стомил
- «Три сестры» Антона Чехова — Вершинин
- «Филумена Мортурано» Эдуардо де Филиппо — Сориано
- «Царь Федор» Алексея Толстого — Шуйский
- «Чайка» Антона Чехова — Дорн
- «Юлий Цезарь» У. Шекспира — Марк Антоний
- «Венецианский купец» У. Шекспира — Старый Гоббо, отец Ланчелота

### Режиссёр
- «Адъютантша его превосходительства» Иржи Губача
- «Амфитрион» Гильерме Фигейредо
- «Бесконечное путешествие» Ксении Гашевой
- «Беспокойная старость» Леонида Рахманова
- «В день свадьбы» Виктора Розова
- «Дама без камелий» Теренса Реттигана
- «Дядя Ваня» Антона Чехова
- «Испанский священник» Джона Флетчера
- «Лекарь поневоле» Жана-Батиста Мольера
- «Молодость Людовика XIV» Александра Дюма
- «Музыканты» Владимира Гуркина
- «Невольницы» Александра Островского
- «Прибайкальская кадриль» Владимира Гуркина
- «Серебряное копытце» Евгения Пермяка
- «Учитель танцев» Лопе де Вега
- «Филумена Мартурано» Эдуардо де Филиппо
- «Рюи Блаз» В. Гюго

## Фильмография
- 1979  — И придёт день... — Александр Анатольевич, директор института
- 1984  — Неизвестный солдат — эпизод